# روبرتو باهيا
روبرتو باهيا (14 فبراير 1997 بسالفادور في البرازيل - ) هو لاعب كرة قدم برازيلي في مركز الدفاع.

## روابط خارجية
- روبرتو باهيا على موقع Soccerway.com (الإنجليزية)